# Интерполова потерница
Интерполова потерница (енгл. Interpol notice — досл. „обавештење/проглас/нотис Интерпола”) међународно је упозорење-објава које издаје Интерпол ради размене информација о злочинима, криминалцима и претњама — из полиције у земљи чланици (или од ауторизованог међународног ентитета) за одговарајуће службе широм света. Информације које се преносе преко потернице тичу се појединаца који су тражени за озбиљне злочине, а вежу се и за нестале особе, неидентификована тела, могуће претње, бекства из затвора те modus operandi криминалаца.
Постоји осам врста нотиса, од којих је седам означено бојама према функцији: црвена, плава, зелена, жута, црна, наранџаста и љубичаста. Најпознатија је црвена потерница (енгл. Red Notice), која је „најближи инструмент за међународни налог за хапшење у употреби данас”. Осма специјална потерница издаје се на захтев Савета безбедности Уједињених нација.
Потернице које издаје Интерпол настају или сопственом иницијативом организације или су засноване на захтевима од Националних централних бироа (енгл. National Central Bureaus, NCB) њених земаља чланица или ауторизованих међународних ентитета као што је Организација уједињених нација и Међународни кривични суд. Све потернице су објављене на Интерполовом сигурном веб-сајту. Изваци из потерница могу такође бити објављени и на Интерполовом јавном веб-сајту ако се ентитет који то захтева слаже.
Интерпол може једино да објави потернице које су у складу са свим одговарајућим правним условима. На пример, потерница се неће објавити ако нарушава Интерполов устав — који организацији забрањује подузимање активности политичког, војног, религијског или расног карактера. Интерпол може да одбије издати потернице ако сматра да то није препоручљиво или је потенцијално ризично.
Потернице могу да буду издате на било којем од четири званична језика Интерпола: енглески, француски, шпански и арапски.

## Врсте
| Назив                                                  | Информације |
| ------------------------------------------------------ | --- |
| Црвена потерница                                       | За потраживање локације и хапшења особе која је тражена судском јурисдикцијом или од међународног трибунала с циљем екстрадиције. |
| Плава потерница                                        | За лоцирање, идентификовање или налажење информација о особи од значаја у кривичној истрази.                                      |
| Зелена потерница                                       | За упозоравање о криминалним активностима особе ако се та особа сматра могућом претњом за јавну сигурност.                        |
| Жута потерница                                         | За лоцирање нестале особе или идентификовање особе која се не може самоидентификовати.                                            |
| Црна потерница                                         | За потраживање информација о неидентификованим телима.                                                                            |
| Наранџаста потерница                                   | За упозоравање о догађају, особи, објекту или процесу који представља непосредну претњу и опасност за особе или власништво.       |
| Љубичаста потерница                                    | За пружање информација о modi operandi, процедурама, објектима, уређајима или местима за скривање која користе криминалци.        |
| Специјална потерница Интерпола и Савета безбедности УН | За обавештавање чланица Интерпола да је појединац или ентитет предмет санкција УН.                                                |

Слично нотисима, постоји и други захтев за сарадњу или механизам упозорења — познат као дифузија (енгл. Interpol diffusion). Ово је мање формално од потерница али се такође користи за захтевање хапшења или лоцирања појединца или додатних информација везано за полицијску истрагу. Дифузија се издаје директно од земље чланице или међународног ентитета земаља по њиховом избору, или свих чланица Интерпола, и истовремено евидентира у базе података Интерпола.

## Историја
Систем међународних потерница је настао 1946. године, када је Интерпол поново основан након Другог светског рата — у париском предграђу Сен Клу. Првобитно је постојало шест обојених потерница: црвена, плава, зелена, жута, црна и љубичаста. Године 2004, додата је седма боја: наранџаста.
Године 2005, уведена је Специјална потерница Интерпола и Савета безбедности Уједињених нација (енгл. INTERPOL–United Nations Security Council Special Notice) — на захтев Савета безбедности УН преко Резолуције 1617, да би се омогућила средства за помоћ у вршењу функције Савета безбедности по питању замрзавања имовине, забрана путовања и ембаргоа на оружје за појединце и ентитете који се повезују са Ал Каидом и Талибанима; Интерпол ју је усвојио на својој 74. Генералној скупштини у Берлину, септембра 2005.

### 2005.
Интерпол је издао приближно 3.000 потерница у 2005. години:
| Црвена | Плава | Зелена | Жута | Црна | Наранџаста | Љубичаста | Интерпол—УН | Дифузије |
| ------ | ----- | ------ | ---- | ---- | ---------- | --------- | ----------- | -------- |
| 2.206  | 237   | 304    | 272  | 74   | 7          | —         | 4           | 12.831   |

Било је 15.323 нотиса и 31.964 дифузије у оптицају (крај 2005).

### 2010.
Интерпол је издао приближно 23.140 потерница у 2010. години:
| Црвена | Плава | Зелена | Жута  | Црна | Наранџаста | Љубичаста | Интерпол—УН | Дифузије |
| ------ | ----- | ------ | ----- | ---- | ---------- | --------- | ----------- | -------- |
| 6.344  | 521   | 1.334  | 1.803 | 85   | 29         | —         | 19          | 13.005   |

Било је 35.318 нотиса и 48.451 дифузија у оптицају (крај 2010).

### 2011.
Интерпол је издао приближно 26.500 потерница у 2011. години:
| Црвена | Плава | Зелена | Жута  | Црна | Наранџаста | Љубичаста | Интерпол—УН | Дифузије |
| ------ | ----- | ------ | ----- | ---- | ---------- | --------- | ----------- | -------- |
| 7.678  | 705   | 1.132  | 1.059 | 104  | 31         | 8         | 30          | 15.708   |

Било је 40.836 нотиса и 48.310 дифузија у оптицају (крај 2011).

### 2012.
Интерпол је издао приближно 32.750 потерница у 2012. години:
| Црвена | Плава | Зелена | Жута  | Црна | Наранџаста | Љубичаста | Интерпол—УН | Дифузије |
| ------ | ----- | ------ | ----- | ---- | ---------- | --------- | ----------- | -------- |
| 8.136  | 1.085 | 1.477  | 1.691 | 141  | 31         | 16        | 78          | 20.130   |

Било је 46.994 нотиса и 66.614 дифузија у оптицају (крај 2012).

### 2013.
Интерпол је издао приближно 34.920 потерница у 2013. години:
| Црвена | Плава | Зелена | Жута  | Црна | Наранџаста | Љубичаста | Интерпол—УН | Дифузије |
| ------ | ----- | ------ | ----- | ---- | ---------- | --------- | ----------- | -------- |
| 8.857  | 1.691 | 1.004  | 1.889 | 117  | 43         | 102       | 79          | 21.183   |

Било је 52.880 нотиса и 70.159 дифузија у оптицају (крај 2013).

### 2014.
Интерпол је издао приближно 39.250 потерница у 2014. години:
| Црвена | Плава | Зелена | Жута  | Црна | Наранџаста | Љубичаста | Интерпол—УН | Дифузије |
| ------ | ----- | ------ | ----- | ---- | ---------- | --------- | ----------- | -------- |
| 10.718 | 2.355 | 1.216  | 2.814 | 153  | 29         | 75        | 72          | 21.922   |

Било је 60.187 нотиса и 74.625 дифузија у оптицају (крај 2014).

### 2015.
Интерпол је издао приближно 42.270 потерница у 2015. години:
| Црвена | Плава | Зелена | Жута  | Црна | Наранџаста | Љубичаста | Интерпол—УН | Дифузије |
| ------ | ----- | ------ | ----- | ---- | ---------- | --------- | ----------- | -------- |
| 11.492 | 3.913 | 1.248  | 2.505 | 129  | 36         | 139       | 51          | 22.753   |

Било је 67.491 нотис и 78.313 дифузије у оптицају (крај 2015).

## Контроверзе
У нефикцијској књизи, Црвена потерница: Истинита прича о великим трансакцијама, убиству и борби једног човека за правду (енгл. Red Notice: A True Story of High Finance, Murder, and One Man's Fight for Justice), извршни директор Хермитаџ капитал менаџмента описује како је влада Русије изнова захтевала да Интерпол изда црвену потерницу за његово хапшење. Интерпол је одбијао да ово уради на основу тога што је тврдио да је захтев „претежно политички у природи и тиме у супротности Интерполовим правилима и регулативама”. У немогућности да се осигура његово изручење, Браудеру је касније суђено и осудио га је суд у Москви за избегавање пореза — in absentia.
У јануару 2017. невладина организација из Уједињеног Краљевства (Фер трајалс) позвала је Интерпол да уведе ригорозније провере. Извршни директор Јаго Расел је изјавио: „Интерпол је себи омогућавао да буде коришћен од опресивних режима широм света за извоз прогона бранилаца људских права, новинара и политичких противника.” Интерполов генерални секретар Јирген Шток изјавио је да је Интерпол увео оперативну групу за ревизију захтева „чак још интензивније”.

## CCF
Комисија за контролу Интерполових докумената (енгл. Commission for the Control of Interpol's Files, CCF) независно је надзорно тело. Ради у складу с више званичних правилника и докумената, а има три главне функције:
- надгледање примене правила заштите у односу на личне податке које обрађује Интерпол;
- саветовање по питању било којих операција или пројеката који се тичу обраде личних информација;
- обрада захтева за приступ документима Интерпола.

Године 2008, Генерална скупштина Интерпола гласала је за амандман Интерполовог устава да би се CCF интегрисао у његову правну структуру, тиме гарантујући његову независност.
Најзначајнија функција CCF је свакако разматрање правних петиција које подносе појединци да би се повукла црвена потерница. Такве петиције у правилу успевају једино када се утврди да црвена потерница нарушава Интерполов устав или повређује Универзалну декларацију људских права или је издата из политичких, религијских, војних или расних разлога. У интервјуу који је дао за часопис Форбс Африка у јулу 2013, водећи међународни правобранилац Ник Кауфман увидео је да треба више месеци да CCF донесе одлуку по питању петиције, као и да надзорно тело „не мора да да разлоге за своју одлуку и нема права на жалбу”.
Црвене потернице су често контроверзне и коришћене су за гоњење противника режима. Пример је бивши председник Украјине, Виктор Јанукович, чија је црвена потерница повучена јер се показало да је у питању политички захтев.

## У популарној култури
У Бродербундовој рачунарској игри Where in the World is Carmen Sandiego?, први део играчевог циља у свакој мисији је долазак до Интерполове црвене потернице (непрецизно описана као „налог за хапшење”, енгл. warrant to arrest) за чланом фиктивног криминалног синдиката.